# Halima Benmerikhi
 (janvier 2021).
Si vous disposez d'ouvrages ou d'articles de référence ou si vous connaissez des sites web de qualité traitant du thème abordé ici, merci de compléter l'article en donnant les références utiles à sa vérifiabilité et en les liant à la section « Notes et références ».
 (janvier 2021).
La mise en forme du texte ne suit pas les recommandations de Wikipédia : il faut le « wikifier ».
Les points d'amélioration suivants sont les cas les plus fréquents. Le détail des points à revoir est peut-être précisé sur la page de discussion.
- Les titres sont pré-formatés par le logiciel. Ils ne sont ni en capitales, ni en gras.
- Le texte ne doit pas être écrit en capitales (les noms de famille non plus), ni en gras, ni en italique, ni en « petit »…
- Le gras n'est utilisé que pour surligner le titre de l'article dans l'introduction, une seule fois.
- L'italique est rarement utilisé : mots en langue étrangère, titres d'œuvres, noms de bateaux, etc.
- Les citations ne sont pas en italique mais en corps de texte normal. Elles sont entourées par des guillemets français : « et ».
- Les listes à puces sont à éviter, des paragraphes rédigés étant largement préférés. Les tableaux sont à réserver à la présentation de données structurées (résultats, etc.).
- Les appels de note de bas de page (petits chiffres en exposant, introduits par l'outil «  Source ») sont à placer entre la fin de phrase et le point final[comme ça].
- Les liens internes (vers d'autres articles de Wikipédia) sont à choisir avec parcimonie. Créez des liens vers des articles approfondissant le sujet. Les termes génériques sans rapport avec le sujet sont à éviter, ainsi que les répétitions de liens vers un même terme.
- Les liens externes sont à placer uniquement dans une section « Liens externes », à la fin de l'article. Ces liens sont à choisir avec parcimonie suivant les règles définies. Si un lien sert de source à l'article, son insertion dans le texte est à faire par les notes de bas de page.
- La présentation des références doit suivre les conventions bibliographiques. Il est recommandé d'utiliser les modèles {{Ouvrage}}, {{Chapitre}}, {{Article}}, {{Lien web}} et/ou {{Bibliographie}}. Le mode d'édition visuel peut mettre en forme automatiquement les références.
- Insérer une infobox (cadre d'informations à droite) n'est pas obligatoire pour parachever la mise en page.

Pour une aide détaillée, merci de consulter Aide:Wikification.
Si vous pensez que ces points ont été résolus, vous pouvez retirer ce bandeau et améliorer la mise en forme d'un autre article.
Halima Benmerikhi, née dans la wilaya de Batna, est une enseignante à l'université, poétesse, artiste-peintre et photographe algérienne.

## Biographie
Halima Benmerikhi (nom de son époux : Bensid), enseignante universitaire, poétesse, artiste-peintre et photographe est native de la ville de Batna (Algérie). Elle est issue d’une famille d’artistes-artisans en miroiterie[réf. souhaitée]. Sa sœur aînée est auteure d’un recueil de nouvelles Des Feuilles qui ne flétrissent pas en langue arabe.
Aujourd’hui, Halima est enseignante permanente à l’université Batna 1, auteure de quatre recueils de poèmes, et aussi artiste-peintre s’adonnant à l’art abstrait.
Elle dirige un projet caritatif sur Facebook Poésie Salvatrice au temps du coronavirus en solidarité avec le personnel soignant COVID19 de Batna.

## Œuvres
- Halima Benmerikhi, Les Ailes de l’Espoir (Recueil de poèmes), France, Ed. Asso, Clapàs, coll. « Franche-Lippée / Seizième », mai 1999, chap. 160.
- Halima Benmerikhi, Étrange Annonce (Recueil de poèmes), France, Asso, Clapàs, coll. « Mimésis Poétiké », 2000.
- Halima Benmerikhi, Concorde, France, Des mots pour le dire, coll. « Afrique », mai 2001.
- Halima Benmerikhi, Mots Sauvés (Recueil de poèmes illustrés avec ses propres toiles), Algérie, Imprimerie Dar Echihab, juillet 2019.

## Expositions
- Exposition collective « Arts et Lettres » en 1992 avec feu l’artiste peintre Sahdi Fateh, Maison de la Culture de Batna.
- Exposition Collective à l’occasion de la journée du savoir le 16 Avril, Maison de la Culture de Batna en 2019. Elle expose 15 Toiles[4].
- Exposition individuelle « Renaissance », le 5 nov. 2019, la Maison de la Culture de Batna. Elle expose 20 toiles.

## Prix et récompenses
- deuxième prix du Meilleur poème écrit en langue française, au concours national de la ville d’Alger, 1994
- deuxième prix de la Meilleure Nouvelle en langue française au concours organisé par le Journal « L’école et la vie », en 1994.
- deuxième prix de l’Amitié Poétique Francophone en 2002, au Concours de L’Amourimes, décerné par le Comité Européen de poésie Francophone « POESIAS ».
- Prix d’Honneur de la Francophonie pour toute son œuvre en 2018, dans Euro-Poésie.